# 亘理町立逢隈小学校
亘理町立逢隈小学校（わたりちょうりつ おおくましょうがっこう）は、宮城県亘理郡亘理町逢隈田沢字鈴木堀93番地1に所在する公立小学校。
亘理町の最北部に位置する。

## 歴史
- 1873年（明治6年）4月 - 亘理郡田沢村に第七大学区第三中学区第五六番小学校（田沢小学校）として創立する。
- 1882年（明治15年） - 田沢中等小学校と改称する。
- 1887年（明治20年） - 田沢尋常小学校と改称する。
- 1889年（明治22年）6月 - 町村制施行。田沢村は亘理郡逢隈村の一部となり、逢隈尋常小学校と改称する。
- 1903年（明治26年）5月 - 逢隈尋常高等小学校と改称する。
- 1941年（昭和16年）4月 - 逢隈国民学校と改称する。
- 1947年（昭和22年）4月 - 逢隈村立逢隈小学校と改称する。
- 1953年（昭和28年）11月 - 校歌制定。
- 1955年（昭和30年）2月 - 町村合併により逢隈村は亘理郡亘理町の一部となり、亘理町立逢隈小学校と改称する。

## アクセス
- JR常磐線逢隈駅下車、徒歩約20分
- 常磐自動車道・仙台東部道路亘理ICから約3km